# Essarts-en-Bocage
Pour les articles homonymes, voir Les Essarts.
Essarts-en-Bocage (graphiée Essarts en Bocage jusqu'au 31 décembre 2023) est une commune du Centre-Ouest de la France, située dans le département de la Vendée, en région Pays de la Loire. Ses habitants sont appelés les Essartois.
Un arrêté préfectoral du 5 octobre 2015 permet la création de cette commune nouvelle par fusion de Boulogne, des Essarts, de L'Oie et de Sainte-Florence à compter du 1er janvier 2016. C'est la 2e commune la plus étendue de la Vendée avec 9 962 hectares de superficie. Deux arrêtés préfectoraux datés du 19 octobre 2023 rétablissent les communes de L’Oie et de Sainte-Florence à compter du 1er janvier 2024.

## Géographie

### Localisation
La commune d'Essarts-en-Bocage est située dans le Grand Ouest français, au sud de la région Pays de la Loire et au nord-est du département de la Vendée. Elle est localisée dans le Bas Bocage vendéen.
À vol d'oiseau, la commune se trouve à 353 kilomètres de Paris. À mi-chemin entre La Roche-sur-Yon (19 kilomètres), la préfecture de la Vendée, et Les Herbiers (20 kilomètres), la troisième ville départementale en nombre d'habitants, Essarts-en-Bocage est également à équidistance des Sables-d'Olonne (53 kilomètres) et de Fontenay-le-Comte (47 kilomètres), les sous-préfectures du département.

Les communes limitrophes d'Essarts-en-Bocage.

Du point de vue régional, la commune se situe à 55 kilomètres de la préfecture, Nantes (Loire-Atlantique), à 42 de Cholet (Maine-et-Loire), et, à 57 de Bressuire (Deux-Sèvres), en Poitou-Charentes.
Enfin, elle se situe à 44 kilomètres de Longeville-sur-Mer et à 69 de La Barre-de-Monts, stations balnéaires de la Côte de Lumière (le littoral vendéen).
La commune d'Essarts-en-Bocage est limitrophe de huit communes : six de sa propre communauté de communes, celle du Pays-de-Saint-Fulgent-les-Essarts, une autre de celle du Pays-des-Herbiers, et enfin d'une commune de La Roche-sur-Yon-Agglomération (communauté d'agglomération).
Alors qu'au nord-ouest elle borde uniquement Chauché, la commune est frontalière de Chauché, de Saint-André-Goule-d'Oie et de Vendrennes, du nord au nord-est. En outre, au sud, Essarts-en-Bocage jouxte les communes de Saint-Martin-des-Noyers et de Sainte-Cécile. À l'est, le territoire communal touche celui de Vendrennes et de Sainte-Florence. Enfin, à l'ouest, elle est voisine de Dompierre-sur-Yon et de La Merlatière.

Les anciennes communes formant le territoire d'Essarts-en-Bocage.

| Chauché           | Saint-André-Goule-d'Oie | Vendrennes      |
| Dompierre-sur-Yon | Essarts-en-Bocage       | Sainte-Florence |
| La Merlatière     | Saint-Martin-des-Noyers | Sainte-Cécile   |

### Territoire municipal
Le territoire municipal d’Essarts-en-Bocage est constitué de deux communes qui ont fusionné au 1er janvier 2016 :
- Boulogne (1 244 hectares) ;
- les Essarts (5 654 hectares)

En vertu du Code général des collectivités territoriales (CGCT), Essarts-en-Bocage, en tant que commune nouvelle, peut disposer de communes déléguées, reprenant les limites territoriales des anciennes communes ; leur institution étant automatique, des délibérations concordantes des conseils municipaux pour empêcher leur création doivent être faites avant la fusion. Le 25 juin 2015, les conseils municipaux de chaque commune ont séparément décidé de la mise en place de quatre communes déléguées au sein du futur territoire,,. L’article 8 de l’arrêté no 15-DRCTAJ/2-517 du 5 octobre 2015 portant création de la commune nouvelle d’Essarts en Bocage officialise les communes déléguées. La création d’une commune déléguée induit la mise en place d’un poste de maire délégué et d’une mairie annexe, apte à livrer des actes d’état-civil dans le territoire de la commune déléguée.
Toutefois, la suppression d’une commune déléguée peut-être décidée à l’occasion d’un conseil municipal de la commune nouvelle. En outre, malgré le maintien de la dénomination de « commune », seule la commune nouvelle dispose du statut de collectivité territoriale.
Le projet de commune nouvelle est l'un des plus aboutis du département de la Vendée,. Le comité de pilotage a par ailleurs été invité à participer à Paris à une rencontre nationale des communes nouvelles, organisée par l’Association des maires de France, en mai 2015,. Au 1er janvier 2016, elle fait partie des huit entités créées sous le régime de la commune nouvelle dans le département de la Vendée.

Carte géologique du Massif armoricain.

### Géologie et relief
La superficie de la commune est de 9 962 hectares ; son altitude varie de 48  à   116 mètres. Le point culminant est localisé au Petit-Beauregard, aux Essarts, à 116 mètres d'altitude.
Essarts-en-Bocage, située dans un Bas Bocage schisteux, appartient au domaine sud du Massif armoricain. Au sud des Essarts, le territoire est marqué par le synclinorium de Chantonnay, qui accidente le Bas Bocage. En outre, des Essarts à la forêt de Mervent, on décèle un espace granitique, marqué dans les sous-sols par des lagunes houillères de périodes différentes. Par Saint-Pompain, la bande granitique rejoint l’anticlinal de Montalembert, dans le seuil du Poitou ; il constitue un trait d’union entre le Massif central et le Massif armoricain.

Cours d'eau et bassins versants d’Essarts-en-Bocage.
Bassin de Grand-Lieu
Bassin de la Petite Maine
Bassin du Petit Lay

### Hydrographie
La commune d'Essarts-en-Bocage se situe dans trois bassins versants. Le premier, celui de la Sèvre Nantaise (sous-bassin versant de la Petite Maine), recouvre l’ensemble des anciennes communes sur près de 4 817 hectares cumulés, soit un peu moins de la moitié du territoire municipal. Parmi les affluents de la rivière, on compte la Petite Maine, et le Roulin, présents uniquement sur la commune déléguée des Essarts.
Le deuxième, celui de Grand-Lieu, à l’ouest, recouvre une grande partie de Boulogne et une petite portion du territoire essartais. La Boulogne traverse le long de la frontière ouest et sud du futur territoire, à proximité de Dompierre, de La Merlatière et de Saint-Martin. Le Mortemer, son affluent, sépare en partie les Essarts de Boulogne.
Enfin, à l'est, entre les communes déléguées des Essarts, de Sainte-Florence et de l’Oie, le territoire appartient au bassin versant du Lay (sous-bassin versant du Petit Lay). Le Petit Lay, dans le nord du département admet des affluents qui traversent ces communes déléguées : le Parc (ou la Riamberge), frontière naturelle avec Mouchamps, et son affluent, le Douet des Rivières.

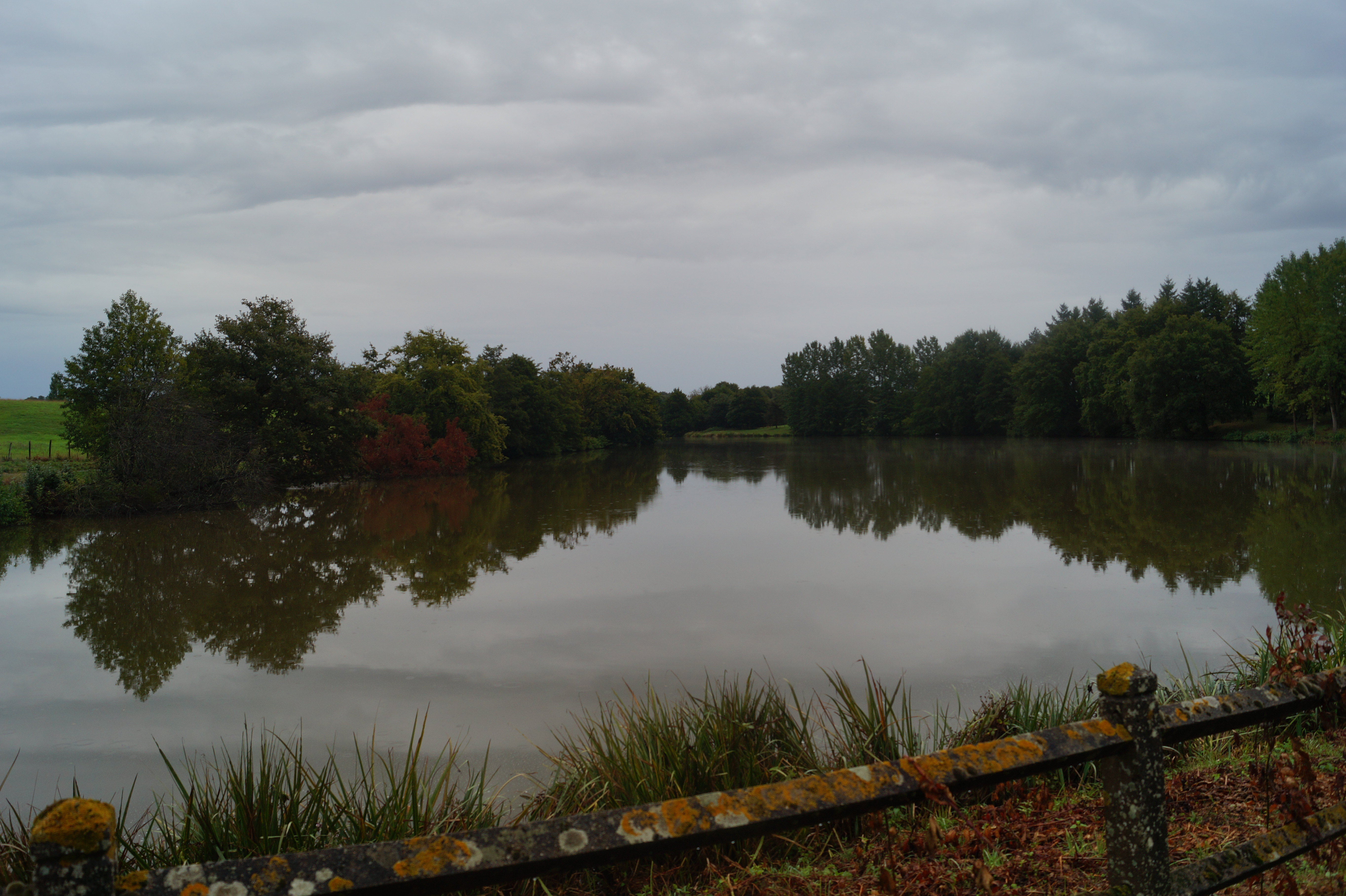
L’étang de la Haute-Rivière (ruisseau du Parc).
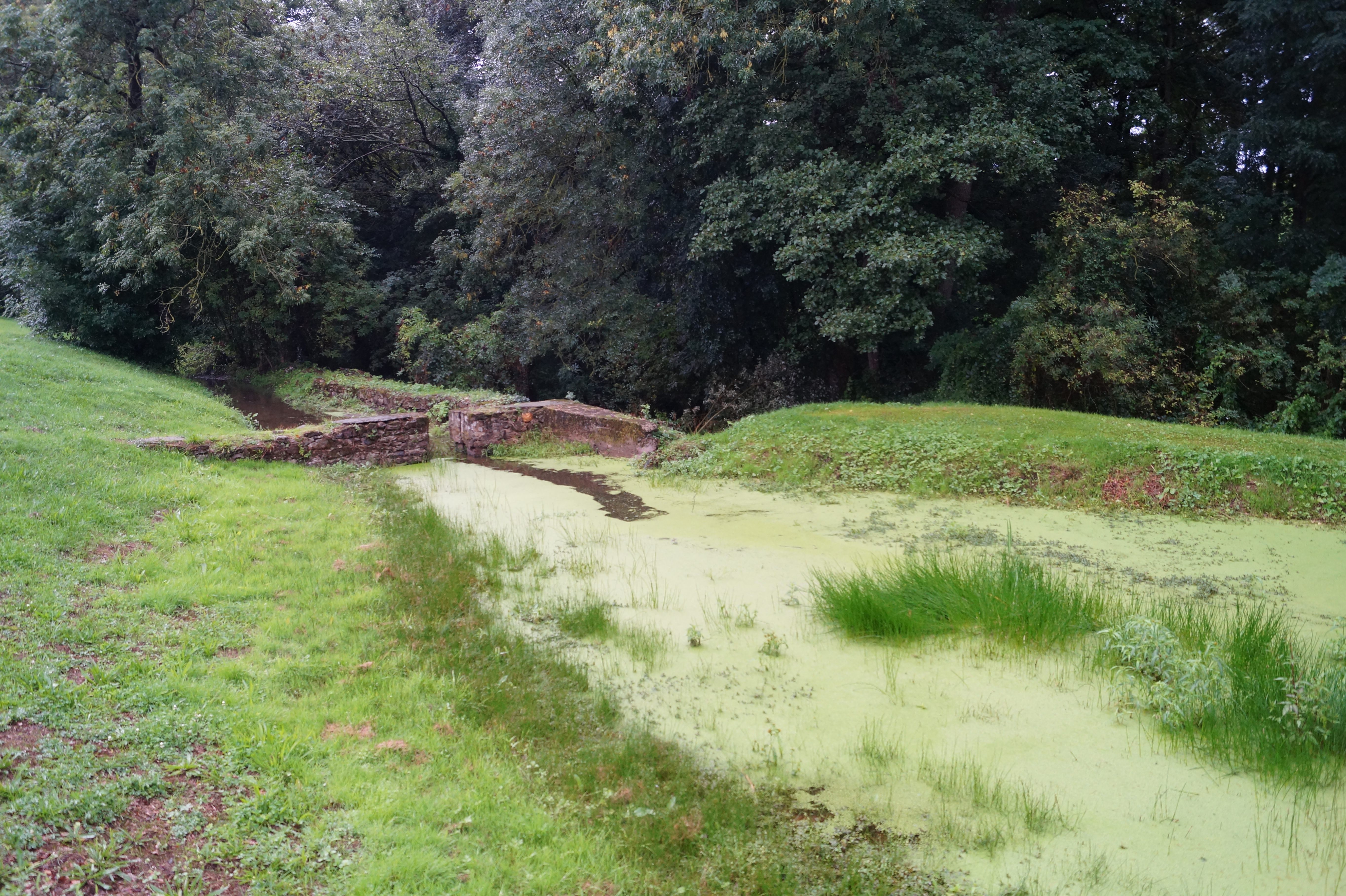
La Riamberge au Moulin de la Rivière.

### Climat
Pour des articles plus généraux, voir Climat des Pays de la Loire et Climat de la Vendée.
En 2010, le climat de la commune est de type climat océanique altéré, selon une étude du CNRS s'appuyant sur une série de données couvrant la période 1971-2000. En 2020, Météo-France publie une typologie des climats de la France métropolitaine dans laquelle la commune est exposée à un climat océanique et est dans la région climatique Bretagne orientale et méridionale, Pays nantais, Vendée, caractérisée par une faible pluviométrie en été et une bonne insolation.
Pour la période 1971-2000, la température annuelle moyenne est de 11,9 °C, avec une amplitude thermique annuelle de 14 °C. Le cumul annuel moyen de précipitations est de 848 mm, avec 12,5 jours de précipitations en janvier et 6,5 jours en juillet. Pour la période 1991-2020, la température moyenne annuelle observée sur la station météorologique de Météo-France la plus proche, « St-Fulgent_sapc », sur la commune de Saint-Fulgent à 10 km à vol d'oiseau, est de 12,6 °C et le cumul annuel moyen de précipitations est de 815,9 mm,. Pour l'avenir, les paramètres climatiques de la commune estimés pour 2050 selon différents scénarios d'émission de gaz à effet de serre sont consultables sur un site dédié publié par Météo-France en novembre 2022.

## Urbanisme

### Typologie
Au 1er janvier 2024, Essarts-en-Bocage est catégorisée bourg rural, selon la nouvelle grille communale de densité à sept niveaux définie par l'Insee en 2022.
Elle appartient à l'unité urbaine d'Essarts-en-Bocage, une unité urbaine monocommunale constituant une ville isolée,. Par ailleurs la commune fait partie de l'aire d'attraction d'Essarts en Bocage, dont elle est la commune-centre,. Cette aire, qui regroupe 6 communes, est catégorisée dans les aires de moins de 50 000 habitants,.

### Morphologie urbaine

Le bâti (en rouge) et les principales agglomérations (entourées en bleu) d’Essarts-en-Bocage.

Pour l'Institut national de la statistique et des études économiques (Insee), dans le zonage des unités urbaines de 2010, seuls Les Essarts admettaient une agglomération urbaine sur son territoire en tant que « ville isolée », tandis que Boulogne
La commune nouvelle d'Essarts-en-Bocage est donc structurée autour de plusieurs agglomérations rurales et urbaine :
- la majeure partie du bourg de Boulogne à l’est du territoire ;
- une partie du bourg de La Merlatière, au Pont, au sud du territoire de Boulogne ;
- le bourg des Essarts ;
- l’agglomération constituée autour de la Belle Entrée, de la Véronnière, de la Thibaudière et du Bois Jaulin (aux Essarts) ;

En outre, le territoire est émaillé par plusieurs dizaines de hameaux, répartis autour d’axes routiers secondaires.

### Logement
En 2020, le nombre total de logements dans la commune était de 3 950, alors qu'il était de 3 667 en 2014 et de 3 316 en 2009.
Parmi ces logements, 92,8 % étaient des résidences principales, 1,6 % des résidences secondaires et 5,6 % des logements vacants. Ces logements étaient pour 93,6 % d'entre eux des maisons individuelles et pour 5,9 % des appartements.
Le tableau ci-dessous présente la typologie des logements à Essarts-en-Bocage en 2020 en comparaison avec celle de la Vendée et de la France entière. Une caractéristique marquante du parc de logements est ainsi une proportion de résidences secondaires et logements occasionnels (1,6 %) inférieure à celle du département (23,8 %) et à celle de la France entière (9,7 %). Concernant le statut d'occupation de ces logements, 74,3 % des habitants de la commune sont propriétaires de leur logement (73,9 % en 2014), contre 72,1 % pour la Vendée et 57,5 pour la France entière.
| Typologie                                               | Essarts-en-Bocage | Vendée | France entière |
| ------------------------------------------------------- | ----------------- | ------ | -------------- |
| Résidences principales (en %)                           | 92,8              | 71,1   | 82,1           |
| Résidences secondaires et logements occasionnels (en %) | 1,6               | 23,8   | 9,7            |
| Logements vacants (en %)                                | 5,6               | 5,0    | 8,2            |

### Voies de communication et transports

Les principaux axes routiers d'Essarts-en-Bocage.

#### Voies de communication
La position géographique, la présence de plusieurs bourgs et l'importance de la superficie latitudinale du territoire municipal d’Essarts-en-Bocage font de la commune un centre d’axes routiers majeurs. Le réseau est marqué par deux carrefours importants : l'échangeur autoroutier des Essarts et les Quatre Chemins de l'Oie.
Essarts-en-Bocage est traversée par deux autoroutes :
- l'autoroute A 83, qui relie Vertou (Loire-Atlantique) à La Crèche (Deux-Sèvres), traverse la commune sur un axe nord-ouest/sud-est aux Essarts et à Sainte-Florence ;
- l'autoroute A 87, qui relie La Roche-sur-Yon (Vendée) à Angers (Maine-et-Loire), la traverse également sur un axe nord-est/sud-ouest exclusivement aux Essarts.

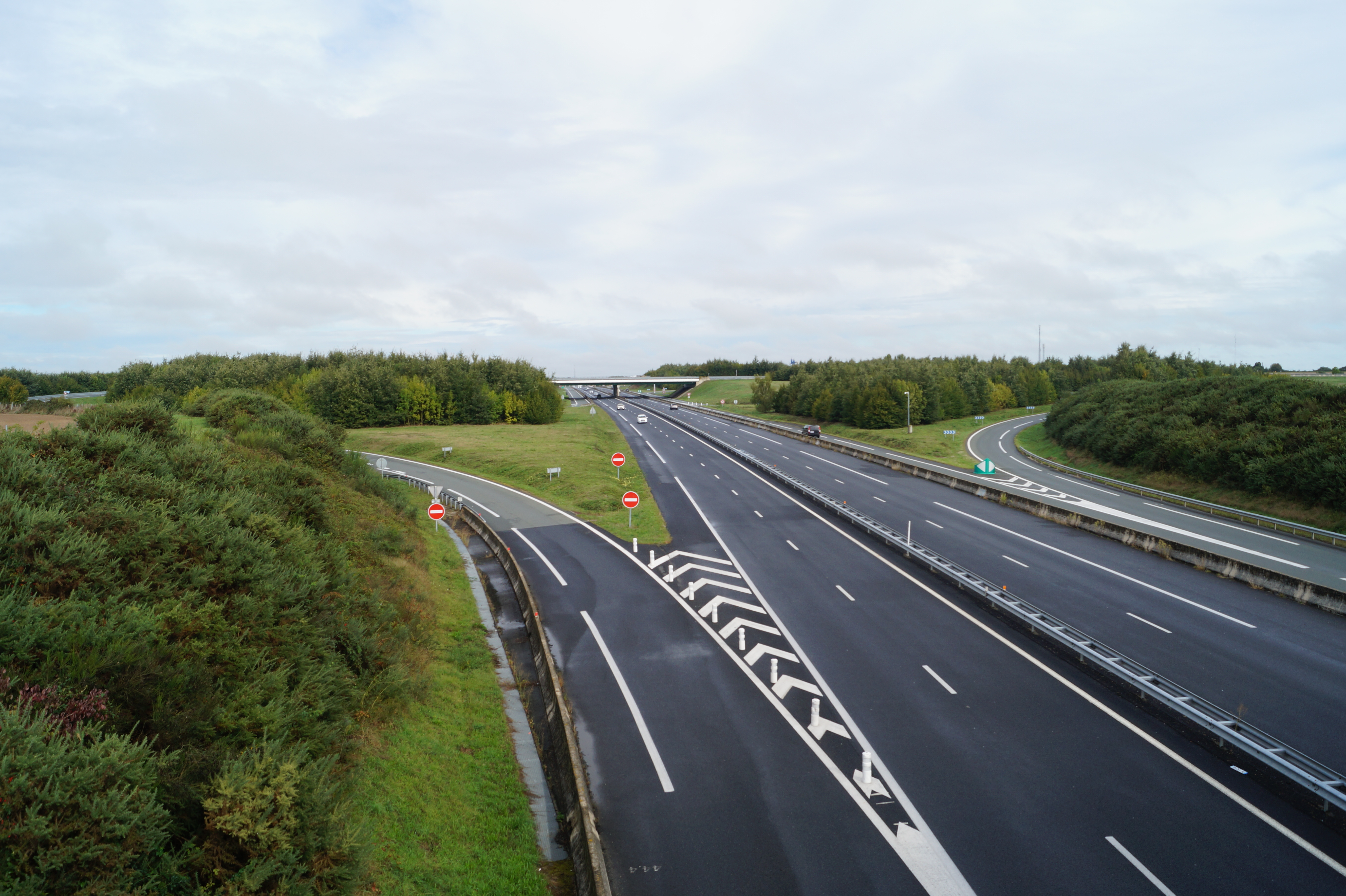
L'échangeur des Essarts entre l'A87 et l'A83 (depuis les Essarts).

Les deux axes sont par ailleurs exploités par les Autoroutes du Sud de la France (ASF).
En outre, plusieurs départementales pénétrent à Essarts-en-Bocage :
- la départementale 37 (La Roche-sur-Yon-Tiffauges), au nord-ouest, venant de Dompierre-sur-Yon, traverse le bourg de Boulogne vers Chauché (axe sud-ouest/nord-est) ;
- la départementale 39 (Thouarsais-Bouildroux-Les Lucs-sur-Boulogne), venant de Thouarsais-Bouildroux, traverse partiellement le sud de l’Oie (sud-est), puis Sainte-Cécile, le bourg des Essarts et enfin Boulogne (axe sud-est/nord-ouest) ;
- la départementale 7 (Luçon-Rocheservière), du nord-ouest au sud, venant de Saint-Martin-des-Noyers, traverse les Essarts vers Chauché (axe sud-ouest/nord-est) ;
- la départementale 11 (les Essarts-Treize-Vents) part du bourg des Essarts en direction de Saint-André-Goule-d’Oie (axe sud-ouest/nord-est) ;

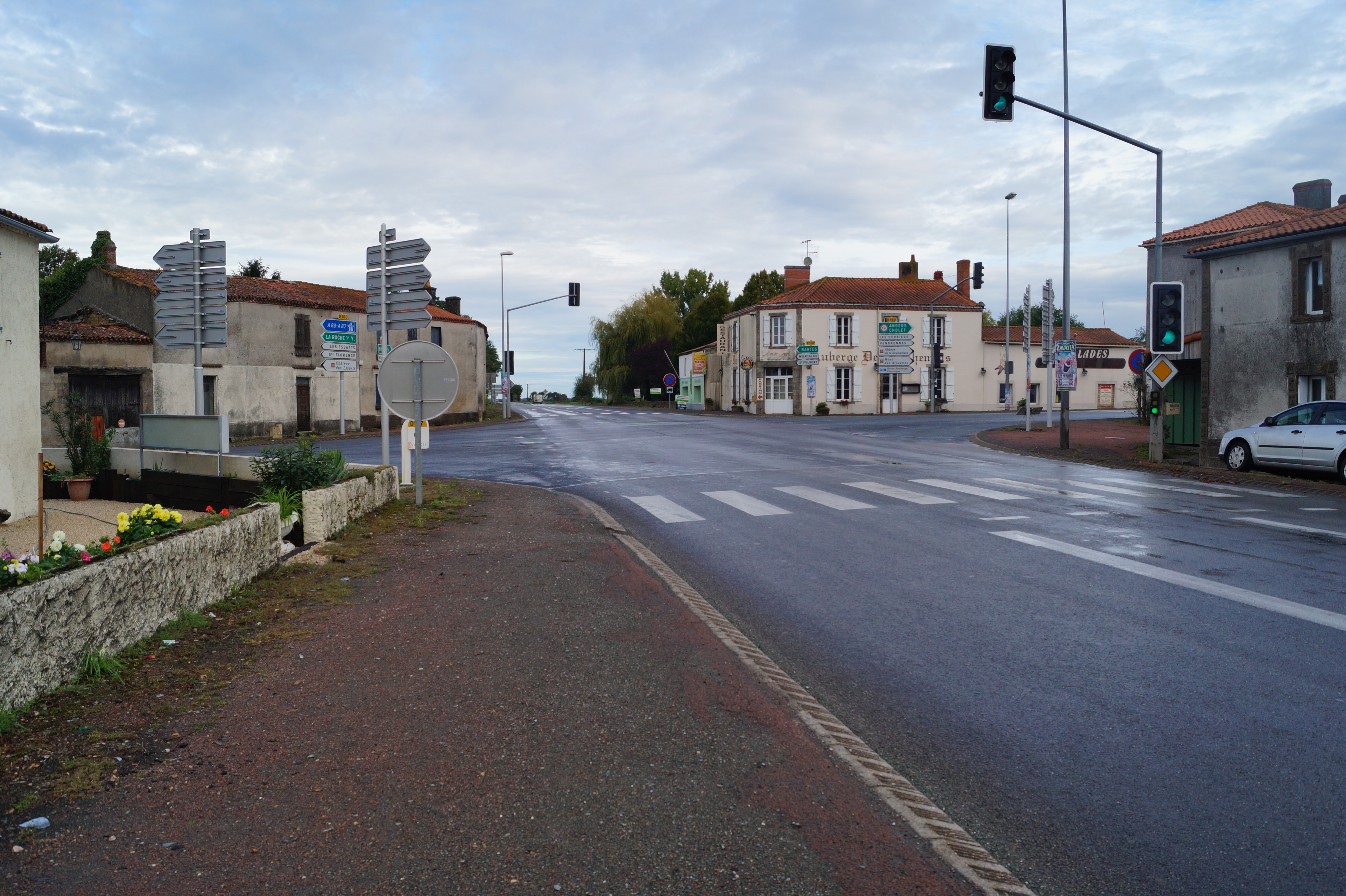
Les Quatre Chemins de l’Oie, à Sainte-Florence, carrefour entre la D 160 et la D 137.

- la départementale 160 (Mortagne-sur-Sèvre-Les Sables-d’Olonne), du nord-est au du sud-ouest, venant de Vendrennes, traverse les bourgs de Sainte-Florence et des Essarts vers La Ferrière (axe nord-est/sud-ouest) ;
- la départementale 13 (Saint-Pierre-du-Chemin-Saint-Denis-la-Chevasse), du nord à l’est, venant de Mouchamps, traverse les bourgs de l’Oie et de Sainte-Florence vers Chauché (axe est/nord-ouest) ;
- la départementale 137 (Saint-Hilaire-de-Loulay-Chaillé-les-Marais), à l’est, venant de Saint-Fulgent, coupe la départementale 160 aux Quatre Chemins de l’Oie, et traverse le bourg de L’Oie vers Saint-Vincent-Sterlanges (axe nord-est/sud-ouest) ;
- la départementale 60 (l’Oie-Saint-Martin-des-Noyers), à l’est, par de l’Hébergement-Hydreau, à l’Oie, en direction de Saint-Martin-des-Noyers (axe nord/sud-ouest) ;
- la départementale 98 (Dompierre-sur-Yon-Chantonnay), au sud-est, venant de La Merlatière s’arrête dans le bourg des Essarts (axe ouest/est) ; elle reprend à Saint-Martin-des-Noyers ;
- la départementale 29 (Rosnay-les Essarts), au sud-ouest, venant de La Chaize-le-Vicomte s’arrête au Plessis-Cosson, aux Essarts (axe sud-ouest/nord-est) ;
- la départementale 48 (Mareuil-sur-Lay-Dissais-Les Herbiers), au sud-est, venant de Sainte-Cécile, traverse brièvement le sud de l’Oie vers Mouchamps (axe sud-ouest/nord-est).

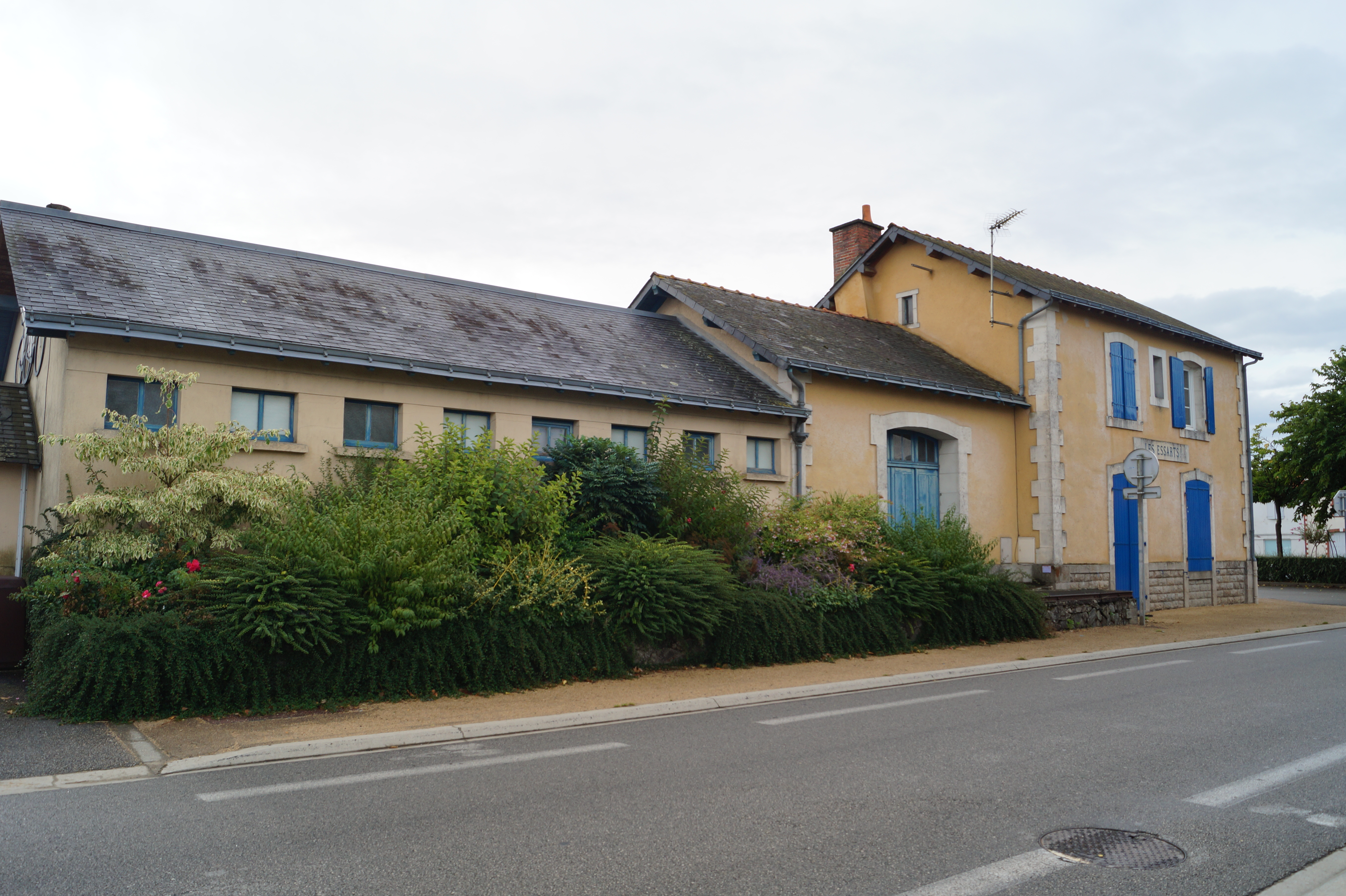
L’ancienne gare des Essarts.

#### Transports
À la fin du XIXe siècle, le territoire est traversé par plusieurs lignes de train, administrées par la Compagnie des tramways de la Vendée (TV), filiale de l’Administration des chemins de fer de l’État, selon la convention du 10 juin 1896, : la ligne 1 (de La Roche-sur-Yon aux Herbiers) passait par les gares des Essarts, de Sainte-Florence-de-l’Oie, et des Quatre-Chemins-de-l’Oie ; et la ligne 2 part de la gare des Quatre-Chemins-de-l’Oie, puis, de celle de Chantonnay au début du XXe siècle, en direction de Montaigu. Après avoir été confiées au 1er janvier 1939 à la Compagnie de chemins de fer départementaux (CFD), les lignes et les gares des anciennes communes formant Essarts-en-Bocage finissent d’être utilisées dix ans plus tard, en 1949.
Actuellement, les gares les plus proches de la commune sont celles de Fougeré, au sud (vers Bressuire ou La Roche-sur-Yon), sur la ligne des Sables-d’Olonne à Tours, et de L’Herbergement-Les Brouzils (vers La Roche-sur-Yon ou Montaigu), sur la ligne de Nantes-Orléans à Saintes.
Les lignes 510 et 590 du réseau de transport Aléop, exploitées par la société Sovetours, dessert la commune. La communauté de communes du Pays-des-Essarts (CCPE) gère ces transports scolaires.

## Toponymie
Le toponyme est constitué à partir d’un toponyme ancien, Les Essarts, qui provient de la commune déléguée chef-lieu et éponyme, accompagné d’une terminologie construite avec la préposition en et le nom bocage, référence au Bocage vendéen, une région naturelle à laquelle le territoire municipal appartient.
Selon le tome II du Gallia Christiana (1720), qui concerne la province ecclésiastique de Bordeaux, une première mention du toponyme Les Essarts remonterait à 1099 : la paroisse des Essarts y est citée en latin sous les noms de De Exarsis et d’ecclesia de Exartis. Aussi, une carte de 1203 la signale en tant qu’Eisartis. Dans le Grand Gaultier, au début du XVIe siècle, la dénomination paroissiale se transforme en De Essartis. En langue vulgaire, des archives compilées par Benjamin Fillon citent une charte de 1200 transcrivant l’appellation d’Essar alors que le pouillé de dom Fonteneau évoque Les Essars, en 1222. Néanmoins, l’écriture se formalise au cours de l’Époque moderne, et, dans le pouillé d’Alliot, en 1648, on parle bientôt de la cure des Essarts.
Dans la toponymie française, Essart évoque des traces de déboisements de par son étymologie : issu du verbe latin exsarire (« sarcler », en français), il signifie littéralement « lieu défriché ». Pour le géographe Marcel Gautier, le nom de la commune vendéenne serait une réminiscence d’un déboisage opéré durant le Moyen Âge, une époque connaissant une franche recomposition de l’espace à la suite des invasions et en raison de fondations de monastères.
Avant d’avoir été officialisé par l’arrêté de création de la commune nouvelle du 5 octobre 2015, le nom de la commune nouvelle est préalablement proposé et accepté séparément par chaque conseil municipal des communes devant fusionner, le 25 juin 2015,.
À la suite des arrêtés préfectoraux du 19 octobre 2023, la graphie du nom de la commune devient Essarts-en-Bocage, avec des traits d'union,.

## Histoire
La commune nouvelle des Essarts en Bocage est créée le 1er janvier 2016 par absorption des communes de Boulogne, des Essarts, de L'Oie et de Sainte-Florence.
Les habitants des anciennes communes de L'Oie et Sainte-Florence ont manifesté une première fois leur désapprobation lors des élections municipales de mars 2020, confirmée par deux pétitions successives, puis ont finalement demandé leur détachement; la première pétition sollicitant le détachement des communes et le retour à l’autonomie de en juin 2020; conformément aux dispositions applicables, cette pétition a été renouvelée en juin 2021. Le Préfet a alors prescrit en août 2021 une enquête publique avec un rapport à la suite de l'enquête (de novembre 2022 à décembre 2022).
Finalement, le 19 octobre 2023, le préfet de la Vendée décide que les communes déléguées de Sainte-Florence et L’Oie quitteront la commune nouvelle d’Essarts-en-Bocage au 1er janvier 2024,.

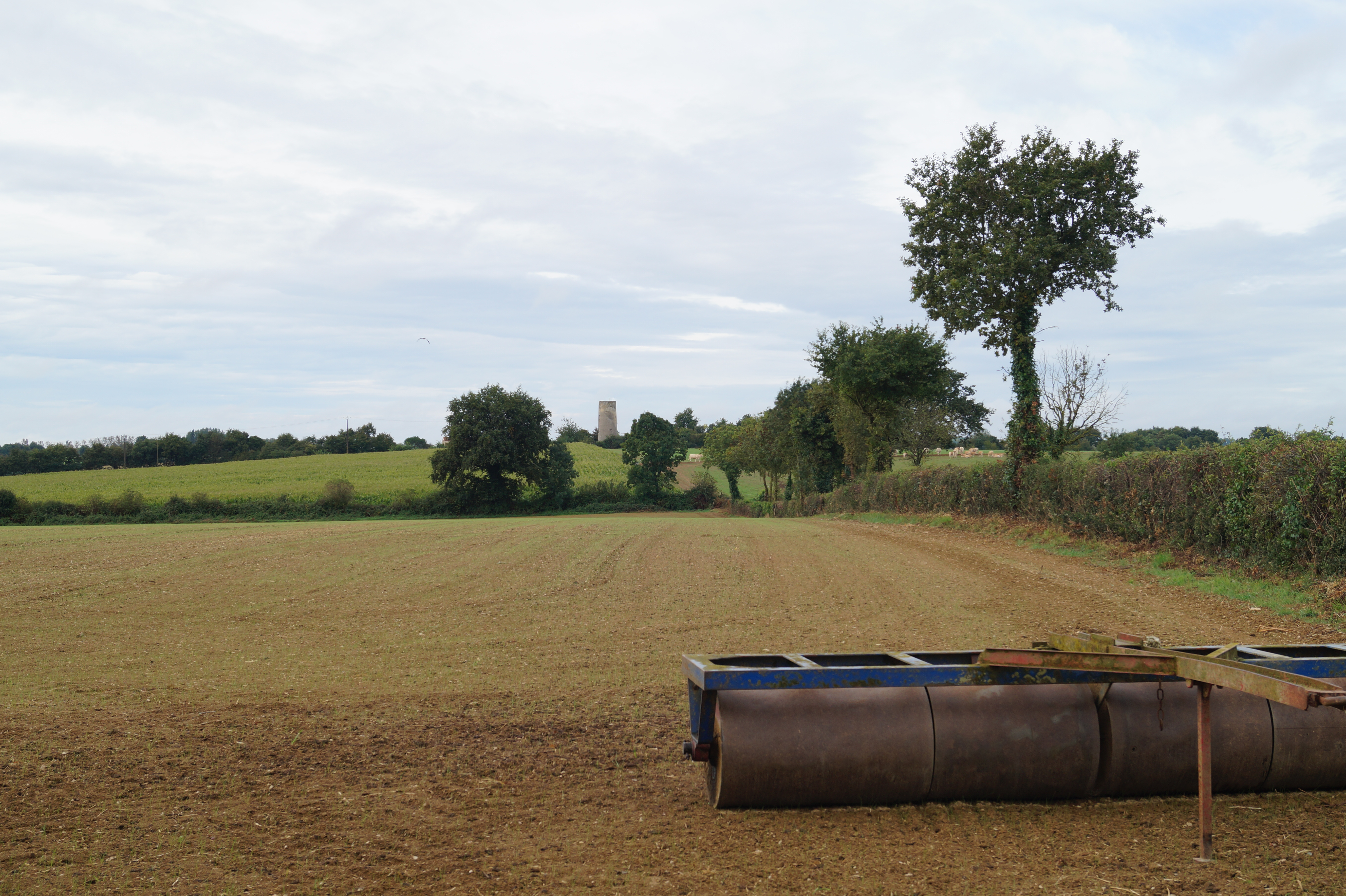
Paysage remembré du Bas Bocage vendéen, aux Essarts.

## Politique et administration

### Administration municipale

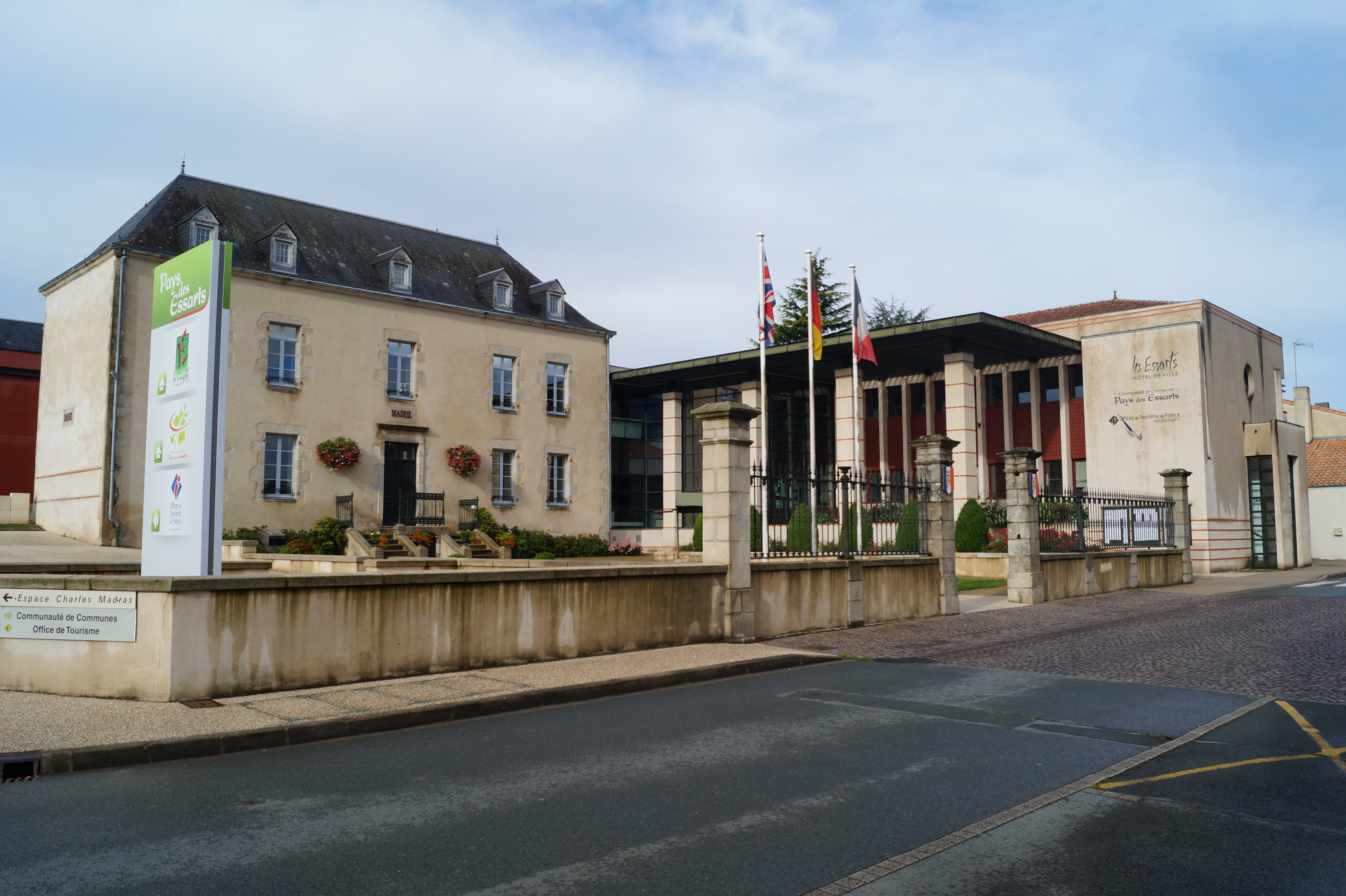
L’hôtel de ville, aux Essarts, en 2015.

Selon l'article L-2113-7 du Code général des collectivités territoriales, modifié par loi no 2015-292 du 16 mars 2015, le conseil municipal de la commune nouvelle peut se composer provisoirement de l’ensemble des anciens conseillers municipaux s’ils en formulent le souhait avant la création. À défaut, il comporte les maires, adjoints et conseillers municipaux des communes souhaitant fusionner, répartis proportionnellement à la population des précédentes collectivités. L’article 4 de l’arrêté de création stipule que le conseil municipal de la commune nouvelle se compose de l’ensemble des élus municipaux des anciennes communes (74 membres).
Au 1er janvier 2015, les conseils municipaux se composent :
- du maire (Freddy Riffaud) et 28 autres membres pour Les Essarts, dont 8 adjoints[Off. 5] ;
- du maire (Freddy Piveteau) et 14 autres membres pour Sainte-Florence, dont 3 adjoints[Off. 6] ;
- du maire (Jean-Octave Audrin) et 14 autres membres pour L’Oie, dont 3 adjoints[Off. 7] ;
- du maire (Jean-Pierre Mallard) et 14 autres membres pour Boulogne, dont 3 adjoints[Off. 8].

Néanmoins, la population de la commune étant comprise entre 5 000 et 10 000 habitants, le conseil municipal devrait être composé de 33 membres à l’issue des élections municipales de 2020,.
L'hôtel de ville est une ancienne maison privée acquise en 1899, rénovée et agrandie au début des années 2000, située au 51, rue Georges-Clemenceau, dans le bourg des Essarts,.

### Liste des maires
| Période          | Période          | Identité            | Étiquette | Qualité                                                                                           |
| ---------------- | ---------------- | ------------------- | --------- | ------------------------------------------------------------------------------------------------- |
| 12 janvier 2016, | 31 décembre 2023 | Freddy Riffaud      | DVD       | Administrateur réseau Maire délégué des Essarts (2016-2022) Maire délégué de Boulogne (2022-2023) |
| 2 janvier 2024   | 22 mars 2024     | Délégation spéciale |           | Présidée par Claude Mathieu                                                                       |
| 22 mars 2024     | En cours         | Caroline Gilbert    | SE        | Avocate Maire déléguée des Essarts (depuis 2024)                                                  |

### Communes déléguées
| Nom                 | Code Insee | Intercommunalité | Superficie (km2) | Population (dernière pop. légale) | Densité (hab./km2) |
| ------------------- | ---------- | ---------------- | ---------------- | --------------------------------- | ------------------ |
| Les Essarts (siège) | 85084      |                  | 56,54            | 5 395 (2015)                      | 95                 |
| Boulogne            | 85030      |                  | 12,44            | 859 (2015)                        | 69                 |

### Instances judiciaires et administratives
Administrativement, la commune d'Essarts-en-Bocage dépend de l'arrondissement de La Roche-sur-Yon puisque le périmètre de la commune nouvelle est compris dans l'ancien canton des Essarts.
Historiquement, du début de la Révolution à 1801, la commune de Boulogne appartenait au canton de Belleville, dans le district de La Roche-sur-Yon, celle des Essarts à celui des Essarts et celle de Sainte-Florence-de-l’Oie à celui de Mouchamp, dans le district de Montaigu,. En 1801, un découpage territorial redéfinit les contours des cantons vendéens ; celui des Essarts regroupe dès lors notamment les communes de Boulogne, des Essarts et de Sainte-Florence-de-l’Oie, dans l'arrondissement de Montaigu. Puis, par le décret impérial du 5 prairial an XII, le canton est transféré dans le périmètre de l’arrondissement de Napoléon, devenu par la suite, alternativement, Bourbon-Vendée, puis Napoléon-Vendée et enfin La Roche-sur-Yon. En 1895, la scission de la commune de Sainte-Florence-de-l’Oie en deux communes distinctes — Sainte-Florence et L'Oie — n'entraîne ni la redéfinition du périmètre cantonal ni celle des contours de l'arrondissement.
Les anciennes communes formant le périmètre municipal étaient rattachées à la communauté de communes du Pays-des-Essarts à partir du 1er janvier 1994 ; le siège social de l’établissement public se situait aux Essarts. Elle est créée par l’arrêté préfectoral no 93DRCL2-263 du 30 décembre 1993 dans la continuité du syndicat intercommunal à vocations multiples (SIVOM) du canton des Essarts, fondé dans les années 1960. Néanmoins, la communauté de communes n’atteignant pas le seuil des 15 000 habitants requis par la loi NOTRE, avec seulement 13 101 résidents, un nouveau découpage du périmètre de l’espace communautaire doit être opéré avant la fin de l’année 2016. Un arrêté préfectoral du 17 décembre 2015 attribue 14 sièges à la commune d’Essarts en Bocage sur les 29 du conseil communautaire de la communauté de communes du Pays-des-Essarts à compter du 1er janvier 2016.
Les anciennes communes relèvent du tribunal d'instance, de grande instance, de commerce, du tribunal pour enfants, du tribunal paritaire des baux ruraux, et du conseil de prud'hommes de La Roche-sur-Yon. Aussi, elles dépendent du tribunal des affaires de sécurité sociale et de la cour d’assises de la Vendée, également situés à La Roche-sur-Yon. Elles sont rattachées à la cour d’appel de Poitiers, ainsi qu’au tribunal administratif et à la cour administrative d'appel de Nantes,,,.

### Représentations électorales

Le canton de Chantonnay, en 2015.

Dans le cadre des élections départementales, la circonscription électorale englobant la totalité des anciennes communes formant la commune nouvelle est le canton de Chantonnay depuis le redécoupage cantonal mis en place par le décret no 2014-169 du 17 février 2014 dans la Vendée. Néanmoins, de 1833 à 2015, la circonscription d’élection du conseiller général lors des élections cantonales était le canton des Essarts, qui regroupait 8 puis 9 communes : Boulogne, Dompierre-sur-Yon, Les Essarts (chef-lieu), La Ferrière, La Merlatière, L’Oie (à partir de 1895), Sainte-Cécile, Sainte-Florence (Sainte-Florence-de-l’Oie avant 1895) et Saint-Martin-des-Noyers.
Sous la Ve République, à l'occasion des élections législatives, l’actuel espace municipal dépendait de 1958 à 1986 de la quatrième circonscription départementale, puis, à partir de 1988, de la première en tant que partie du territoire de l’ancien canton des Essarts,
.
Alors qu'aux élections régionales et sénatoriales Essarts-en-Bocage est située dans la section départementale de la Vendée, aux européennes, elle appartient à la circonscription de l’Ouest en tant que territoire compris dans la région Pays de la Loire.

### Politique environnementale
Au palmarès 2013 du Concours des villes et villages fleuris, Les Essarts obtiennent deux fleurs tandis que Boulogne en obtient une.

#### Eau et assainissement
Concernant la gestion de l'eau et l'assainissement, la communauté de communes du Pays-des-Essarts est compétente en la matière.
Le traitement, de l'adduction et de la distribution de l'eau au sein de la commune est pris en charge par le syndicat d’adduction d’eau potable des Deux Maines. L’hydraulique est géré par le syndicat du bassin versant de Grand-Lieu pour Boulogne et les Essarts, et par le syndicat mixte du bassin des Maines vendéennes pour Les Essarts.
Pour les communes de L'Oie et de Sainte-Florence, la compétence d'assainissement collectif est dévolue au syndicat intercommunal à vocation unique (SIVU) d'assainissement de L'Oie et de Sainte-Florence, qui dispose d’une station d’épuration à L’Oie. Ce dernier est dissout avant la création de la commune nouvelle, le 31 décembre 2015, par un arrêté préfectoral du 23 décembre.

#### Traitement des déchets
Depuis juillet 1973, la gestion des déchets est confiée au syndicat de collecte des ordures ménagères (SCOM) de l’Est vendéen, duquel la communauté de communes du Pays-des-Essarts est membre,. Depuis 2012, le SCOM se charge hebdomadairement de la levée des ordures ménagères, et toutes les deux semaines, les emballages recyclables sont collectés dans chaque commune. S’agissant des papiers et des verres, des points de tri émaillent le territoire de l’intercommunalité. En outre, alors qu’il est possible aux habitants du syndicat mixte de se doter d’un composteur, le territoire communal est doté d’une déchetterie, située aux Essarts.

### Jumelages
Le comité d'échanges et de jumelage d'Essarts-en-Bocage. Créé le 16 janvier 1991, il était composé à l’origine des communes du canton (aujourd'hui disparu), sauf celle de  Boulogne, Les Essarts, L’Oie, Sainte-Florence. L'ensemble territorial est jumelé au 1er janvier 2013 à :
- Bicester (Royaume-Uni) ;
- Neunkirchen-Seelscheid (Allemagne).

## Population et société

### Gentilés
La commune d'Essarts-en-Bocage étant une fusion de plusieurs autres communes, elle admet en son sein plusieurs gentilés : les Boulonnais sont les habitants de Boulogne ; les Essartais sont ceux des Essarts. Toutefois, la création de la commune nouvelle a été l’occasion d’instituer un nouveau gentilé : les Essartois.

### Démographie
En 2012, les communes formant la commune nouvelle comptaient 8 358 habitants. L’évolution du nombre d’habitants est connue à travers les recensements de la population effectués dans les anciennes communes à partir de 1800. À partir du XXIe siècle, les recensements réels des communes de moins de 10 000 habitants ont lieu tous les cinq ans, contrairement aux autres communes qui ont une enquête par sondage chaque année.
| 2014  | 2019  | 2022  |
| ----- | ----- | ----- |
| 8 607 | 9 174 | 6 835 |

### Enseignement

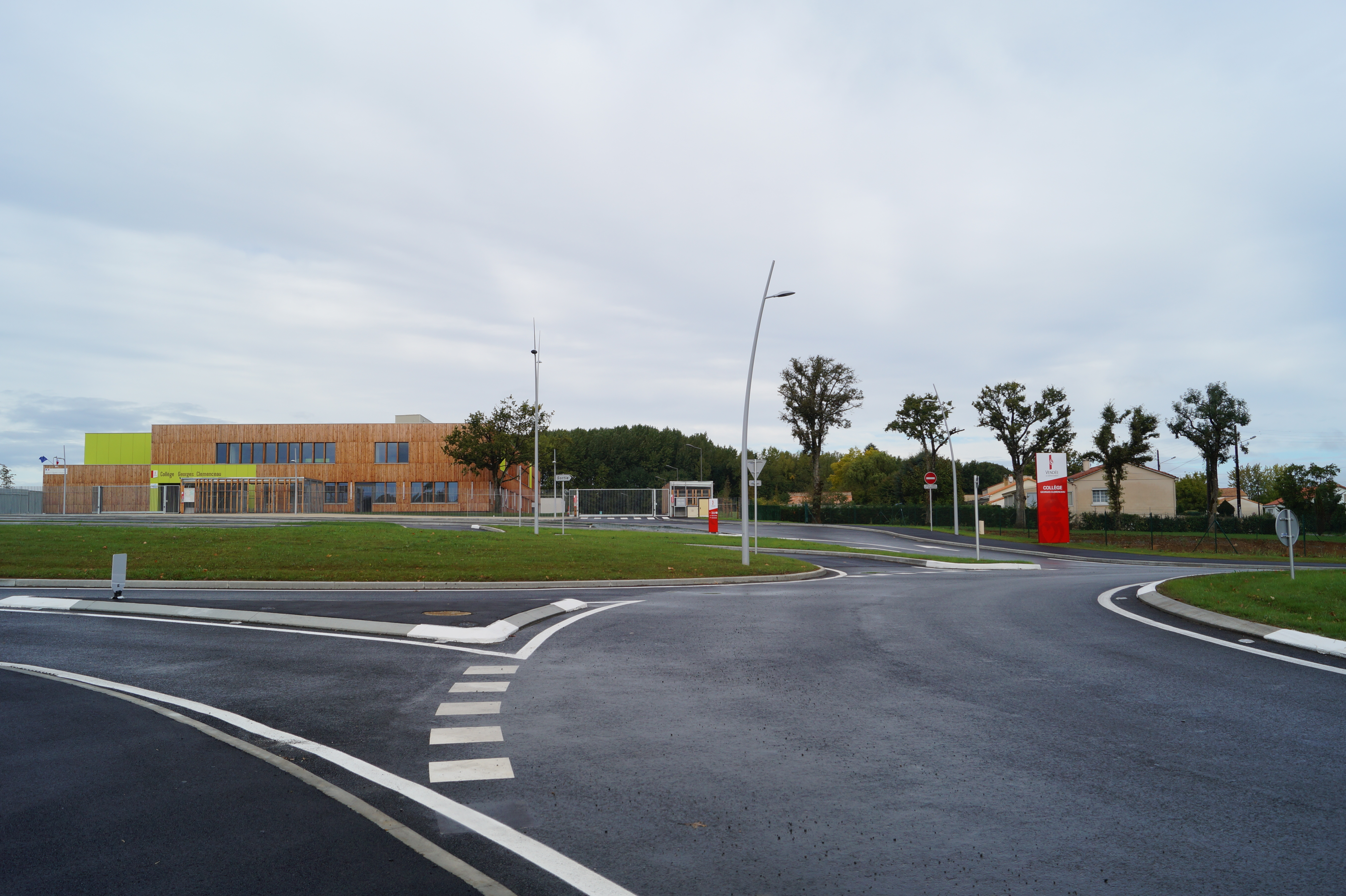
Le collège Georges-Clemenceau, ouvert à la rentrée 2015.

Essarts-en-Bocage se trouve dans l'académie de Nantes, sous la direction des services départementaux de l’Éducation nationale (DSDEN) de la Vendée.
La commune nouvelle accueille un peu plus de 1 200 élèves en primaire sur son territoire. Alors que les Essarts admettent une école maternelle et élémentaire publique (Gaston-Chaissac, 331 élèves) et une autre privée (Notre-Dame, 454 élèves), les autres communes déléguées ne disposent que d’écoles privées : celle des Tilleuls à Boulogne (105 élèves), Saint-Joseph à l’Oie (159 élèves) et celle de Sainte-Florence (158 élèves).
Aussi, Essarts-en-Bocage possède deux collèges : le collège public Georges-Clemenceau et le collège privé Saint-Pierre.

## Culture locale et patrimoine

### Lieux et monuments
Les communes déléguées comptent deux monuments répertoriés à l’Inventaire des monuments historiques (deux pour les Essarts), mais ni lieux et ni monuments répertoriés à l’Inventaire général du patrimoine culturel. Aussi, elles admettent deux objets répertoriés à l’Inventaire des monuments historiques pour la commune des Essarts.
À Boulogne :
- le château de la Bralière ;
- le logis de la Macairière ;
- l’église Notre-Dame-de-l’Assomption.

Aux Essarts :
- l'église Saint-Pierre (XIXe siècle) et sa crypte (XIIe) ;
- les ruines du château des Essarts (XIIIe siècle) ;
- le lavoir ;
- l’ancienne gare (XIXe siècle) ;
- une réplique de la grotte de Lourdes ;
- le moulin de l'Ansonnière.

### Personnalités liées à la commune
- Louis d’Amboise (1392-1469), vicomte de Thouars, détenant la baronnie des Essarts au XVe siècle.
- Aristide Batiot (1843-1895), notaire et homme politique né aux Essarts, brièvement conseiller général du canton des Essarts et membre de la Chambre des députés.
- Walter Bénéteau (1972-2022), ancien coureur cycliste né aux Essarts.
- Gaston Chaissac (1910-1964), peintre et sculpteur, qui vécut notamment à Boulogne et à Sainte-Florence.
- Daniel-François de La Douëpe du Fougerais (1729-1794), officier de l’Armée catholique et royale, seigneur du Fougerais et de Sainte-Florence, où il est né.
- Benjamin-François de La Douëpe du Fougerais (1766-1821), fils du précédent, député au Corps législatif et à la Chambre sous l'Empire et la Restauration.
- Henri-Victor de Lespinay (1808-1878), homme d'Église, né à Sainte-Cécile, curé aux Essarts, également député sous la Deuxième République.
- Alexis-Louis-Marie de Lespinay (1752-1837), chevalier du Pally et de l'Empire, baron des Essarts et de Sainte-Cécile, maire de Chantonnay, député de la Vendée à la Chambre.
- Richard d’Étampes (1395-1438), noble breton de la famille de Montfort détenant la seigneurie des Essarts.
- Bonabes de Rougé (1891-1975), comte de Rougé, issu de la famille éponyme, secrétaire général des Ligues de la Croix-Rouge, natif de la commune des Essarts.
- Charles de Rougé (1892-1983), aviateur, également né aux Essarts.
- Philippe de Villiers (1949), homme politique, ancien président du conseil général et député de la Vendée, né à Boulogne.
- Bertrand de Villiers (1950), homme politique, chef d'entreprise, frère de Philippe, président et actionnaire principal d'Alouette, conseiller général.
- Pierre de Villiers (1956), général d’armée, frère des précédents, chef d’État-Major des armées de 2014 à 2017, également né à Boulogne.
- Jean Bondu (1966), évêque auxiliaire de Rennes, Dol et Saint-Malo, né aux Essarts.

### Héraldique, logotype et devise

#### Logotype
|  | La commune d’Essarts-en-Bocage s’est dotée d’un logotype. Présenté à l’occasion d’une réunion extraordinaire des conseils municipaux, le 17 juin 2015, le logotype s’articule autour d’un e au centre, auquel sont adjointes 4 formes, représentant les communes déléguées. |

#### Slogan
Les artisans de la commune nouvelle ont formulé le slogan Une réponse aux besoins de notre temps.